# にとくり。
にとくり。（ニトクリ。）は、日本の女性アイドルグループ。2022年7月14日の改名発表以前はNeat.and.clean-ニトクリ-（ニートアンドクリーン）として活動を行っていた。ONEtoONE Agency所属。

## 概要
にとくり。は「清楚系アイドル」をコンセプトとした東京都内を中心に活動するアイドルグループ。「清楚純潔の白」をテーマカラーとし、「ほぼ毎日どこかで逢える」アイドルとして活動。
2021年11月に前体制終了。同年12月よりメンバーを入れ換えて新体制となる。
2022年7月14日、グループ名をNeet.and.clean-ニトクリ- から にとくり。へ改名することを発表。

## 略歴

### 2018年
- 7月27日、新宿BLAZEにてお披露目。
- 11月30日、活動休止。

### 2019年
- 1月1日、新体制になり活動再開。

### 2020年
- 1月1日、渋谷TSUTAYA O-EASTにて主催公演開催。
- 1月14日、1stシングル「Dear...」発売。1月13日付オリコンデイリーランキングで1位を獲得[2]。1stワンマンライブが渋谷duo MUSIC EXCHANGEにて開催されることが発表された。
- 1月22日、1stシングル「Dear...」が1月27日付オリコンウィークリーランキングで10位を獲得[3]。
- 3月29日より新型コロナウイルス感染拡大防止のため、ライブハウス営業休止によりライブ活動休止。
- 6月7日より配信でのライブ活動再開。6月21日よりライブハウスでのライブ活動再開。
- 8月13日、渋谷duo MUSIC EXCHANGEにて1stワンマンライブ〜黎明〜が開催された。

### 2021年
- 1月1日、渋谷duo MUSIC EXCHANGEにて2周年記念公演を開催。
- 7月31日、2ndシングル「恋と君時計」のリリースが発表される。
- 9月29日、2ndシングル「恋と君時計」がエイベックスエンタテインメントより発売。
- 11月21日にて現体制での活動を終了することを発表。
- 11月21日、秋葉原ZESTでのライブにて現体制が終了した。
- 12月17日、新体制になり活動再開。

### 2022年
- 7月14日、グループ名を にとくり。 へ改名発表。

### 2023年
- 7月16日、「BLACK&WHITE」、「君が私にくれた永遠の贈り物」、「愛時雨」、「カーディナル」、「青春がーる」の5週連続配信リリースが発表される。
- 12月24日、31日をもって如月愛がグループを脱退することを発表[4]。

### 2024年
- 4月14日をもって夢野あいながSistersあにまへ移籍することを発表。それに伴い、翌日15日から新メンバーが加入する[5]。
- 7月31日、9月8日を持って現体制を終了することを発表。

## メンバー

### 現メンバー
| 名前       | よみ         | 担当カラー | 誕生日 | 加入       | 備考             |
| ---------- | ------------ | ---------- | ------ | ---------- | ---------------- |
| 藍川茉那   | あいかわまな | 水色       | 02/18  | 2024/04/15 | 元One Next Girls |
| 心春しずく | こはるしずく | 白         | 05/30  | 2024/04/15 | 元One Next Girls |
| 七松理衣   | ななまつりい | ピンク     |        | 2024/10/27 | 元白ウサギの夢   |
| 小柴もか   | こしばもか   | 青         | 07/23  | 2024/10/27 | 元DEMO           |
| 希咲みか   |              | 赤         |        | 2024/10/27 |                  |
| 矢野美華   | やのはるか   | 紫         |        | 2024/10/27 |                  |
| 丸野めろ   | まるのめろ   | 緑         | 12/18  | 2024/10/27 |                  |
| 日夏あすか | ひなつあすか | 黄         |        | 2024/10/27 |                  |

### 元メンバー
| 名前         | よみ           | 加入       | 卒業・脱退     | 備考                                |
| ------------ | -------------- | ---------- | -------------- | ----------------------------------- |
| 椎名莉音     | しいなりおん   | 2018/07/27 | 2018/10/01卒業 | -                                   |
| 美月まふゆ   | みづきまふゆ   | 2018/07/27 | 2018/11/07脱退 | 現・藍色アステリズム 泉まふゆ       |
| 碧良ゆの     | あおいゆの     | 2018/07/27 | 2018/11/30卒業 | 現・不思議BOYS サメマン             |
| 越智ましろ   | おちましろ     | 2018/07/27 | 2018/11/30卒業 | -                                   |
| 白井はるか   | しらいはるか   | 2018/07/27 | 2018/11/30卒業 | -                                   |
| 綺咲愛梨菜   | きさきありな   | 2018/07/27 | 2019/03/20脱退 | -                                   |
| 神野あかね   | じんのあかね   | 2018/07/27 | 2019/03/31卒業 | 現・らむふぃーゆ~Ram-fille~ ねごと  |
| 白鳥ゆりあ   | しらとりゆりあ | 2019/01/13 | 2019/04/02脱退 | -                                   |
| 舩橋楓       | ふなばしかえで | 2019/04/13 | 2019/09/30卒業 | -                                   |
| 月島さえ     | つきしまさえ   | 2019/05/19 | 2019/10/20卒業 | -                                   |
| 綾瀬りせ     | あやせりせ     | 2019/01/01 | 2020/01/24卒業 | 元リーダー                          |
| 姫睡メイ     | ひすいめい     | 2018/10/04 | 2020/06/07卒業 | 現・ゆるっと革命団 最雲めい子       |
| 星夢音       | ほしゆのん     | 2019/01/01 | 2020/06/07卒業 | 現・COLOR’ｚ 三葉ゆのん             |
| 泉凛花       | いずみりんか   | 2019/01/01 | 2020/06/07卒業 | 現・PARiPiA 水葉凛花                |
| 村川菜穂     | むらかわなお   | 2018/10/04 | 2020/06/07卒業 | 現・ARIStoCRATサポートメンバー なお |
| 桜萌奈       | さくらもえな   | 2019/05/19 | 2020/06/07卒業 | -                                   |
| 若松愛里     | わかまつあいり | 2019/11/24 | 2020/06/07卒業 | -                                   |
| 胡桃沢ひな   | くるみざわひな | 2020/01/25 | 2020/07/14卒業 | -                                   |
| 夢咲かなこ   | ゆめさきかなこ | 2019/03/02 | 2020/08/18脱退 | 現・エウレカ 椿かな                 |
| 姫川りか     | ひめかわりか   | 2020/06/27 | 2020/09/15卒業 | -                                   |
| 甘兎うたう   | あまうさうたう | 2019/07/07 | 2020/09/30卒業 | -                                   |
| 神崎れおな   | かんざきれおな | 2020/06/07 | 2020/10/05卒業 | -                                   |
| 安藤芽才実   | あんどうめざみ | 2020/01/25 | 2020/10/05卒業 | -                                   |
| 小川すず     | おがわすず     | 2020/06/07 | 2020/11/01卒業 | 現・ワンダーウィード天 千堂すずか   |
| 小森みみ     | こもりみみ     | 2020/08/29 | 2021/04/15脱退 | -                                   |
| 松野ねね     | まつのねね     | 2021/03/28 | 2021/04/15脱退 | -                                   |
| 花宮るい     | はなみやるい   | 2019/06/09 | 2021/05/08脱退 | 一部楽曲で作詞担当                  |
| 白河れな     | しらかわれな   | 2020/11/28 | 2021/06/08脱退 | --                                  |
| 周音美妃     | あまねみき     | 2020/10/03 | 2021/11/21卒業 | 現・As a Cutie Pomeranian 周音美妃  |
| 菊池遥       | きくちはるか   | 2020/08/29 | 2021/11/21卒業 | -                                   |
| 如月のえる   | きさらぎのえる | 2020/11/28 | 2021/11/21卒業 | -                                   |
| 海凪なづな   | みなぎなづな   | 2021/03/21 | 2021/11/21卒業 | -                                   |
| 金沢茉里香   | かなざわまりか | 2021/05/09 | 2021/11/21卒業 | 現・ラストノート 丹羽さら           |
| 蒼羽湖鳥     | あおばことり   | 2020/08/22 | -              | 運営からの公式発表なし。            |
| 桃咲あい     | ももさきあい   | 2021/07/11 | -              | 運営からの公式発表なし。            |
| 日向端くるみ | ひなはたくるみ | 2020/06/07 | 2022/02/09卒業 | 運営からの公式発表なし。            |
| 咲坂菜友     | さきざかなゆ   | 2021/12/17 | 2022/02/17脱退 | -                                   |
| 一色愛莉     | いっしきあいり | 2022/02/26 | 2022/02/28脱退 | 運営からの公式発表なし。            |
| 絢瀬杏       | あやせあんず   | 2021/12/17 | 2022/03/10脱退 | -                                   |
| 恋野まりん   | こいのまりん   | 2021/12/17 | 2022/06/16卒業 | -                                   |
| 姫乃ゆかり   | ひめのゆかり   | 2021/12/17 | 2022/06/18卒業 | -                                   |
| 神林那知     | かんばやしなち | 2021/12/17 | 2022/07/08卒業 | 現・TEARS-ティアーズ- 神林那知      |
| 南星美羽     | みなせみわ     | 2021/12/17 | 2022/07/14脱退 | 現・TEARS-ティアーズ- 南星美羽      |
| 藤井まな     | ふじいまな     | 2021/12/17 | 2022/07/14脱退 | 現・TEARS-ティアーズ- 藤井まな      |
| 虹咲なな海   | にじさきななみ | 2022/02/26 | 2023/03/31卒業 | -                                   |
| 七星七愛     | ななせななあ   | 2020/03/20 | 2023/04/22卒業 | 2021/11/21卒業,2022/02/26復帰       |
| 小倉わかな   | おぐらわかな   | 2022/12/17 | 2023/06/27脱退 | 運営からの公式発表なし。            |
| 橘里帆       | たちばなりほ   | 2022/08/13 | 2023/10/26卒業 | -                                   |
| 星乃みそら   | ほしのみそら   | 2023/10/28 | 2023/10/31脱退 | 運営からの公式発表なし。            |
| 如月愛       | きさらぎらぶ   | 2022/08/13 | 2023/12/31卒業 | -                                   |
| 碧井もも     | あおいもも     | 2024/01/02 | 2024/01/04脱退 | 運営からの公式発表なし。            |
| 竹内未来     | たけうちみく   | 2024/01/02 | 2024/03/17脱退 | -                                   |
| 夢野あいな   | ゆめのあいな   | 2023/04/01 | 2024/04/14卒業 | Sistersあにまへ移籍                 |
| 菊池遥       | きくちはるか   | 2020/08/29 | 2024/09/08     | 2021/11/21卒業,2023/10/28復帰       |
| 藍田梅       | あいたうめ     | 2021/12/17 | 2024/09/08     |                                     |
| 佐藤衣茉     | さとうえま     | 2022/12/17 | 2024/09/08     | TEARS-ティアーズ-へ加入             |
| 桜木保乃花   | さくらぎほのか | 2024/01/02 | 2024/09/08     |                                     |
| 池宮ちい     | いけみやちい   | 2024/04/15 | 2024/09/08     | 元One Next Girls                    |

## ディスコグラフィ

### シングル
| タイトル   | 発売日        | 最高位                                        | 品番       | C/W曲                                 | 備考          | 動画 |
| ---------- | ------------- | --------------------------------------------- | ---------- | ------------------------------------- | ------------- | ---- |
| Dear...    | 2020年1月14日 | オリコンデイリー1位 オリコンウィークリー10位  | OTOR-20201 | アマガミ♪インフレーション Twinkle☆Day | PCI MUSIC取扱 | MV   |
| 恋と君時計 | 2021年9月29日 | オリコンデイリー11位 オリコンウイークリー12位 | XNOK-6     | 刹那の恋 さよならシンデレラ           | -             | MV   |